# Csévharaszt
Csévharaszt là một thị trấn thuộc hạt Pest, Hungary. Thị trấn này có diện tích 49,22 km², dân số năm 2010 là 1957 người, mật độ 40 người/km².